# Круглоголовка строката
Круглоголовка строката (Phrynocephalus versicolor) — вид ящірок родини агамових (Scincidae). Один із 37 видів роду. Поширений у Центральній Азії. Мешканець кам'янистих, глинястих та піщаних пустель. Описано 3 підвиди.

## Опис
Загальна довжина сягає 13 см. Передній край морди утворює похилий профіль: верхня поверхня морди досить поступово переходить у передню, у зв'язку з чим ніздрі добре видно при погляді зверху. Луска хребта збільшена, гладенька, без реберець. Окрема луска або її групи на спинні можуть бути злегка потовщені, а їх задні кінці трохи підняті, як би скуйовджені. На верхній поверхні шиї немає поперечної складки шкіри. Грудна луска має реберці, зазвичай витягнуті в невелике вістря. Хвіст поступово тоншає, а його основу стиснуто, інша частина округла. Верхньохвостова луска передньої половини хвоста без реберець, задньої — зі слабкими реберцями. Знизу четвертого пальця задньої лапи 1 поздовжній рядок підпальцевих пластинок із 2—3 рядками реберець, реберця рядка, розташованого ближче до третього пальця, значно краще розвинені й закінчуються гострими шипиками. 
Зверху тулуб оливкового або свинцево-сірого кольору. З боків хребта від 2 до 5 бурих або чорно-бурих, звичайно витягнутих у поперечному напрямку, плям, з яких найрозвиненіші плями позаду лопаток і кілька попереду підстави задніх лап. Черево має біле забарвлення. На верхній поверхні хвоста знаходиться до 9 широких темних смуг, деякі з них переходять і на нижню сторону, кінець хвоста знизу чорний.

## Поширення
Мешкає у Казахстані у долині верхньої течії річки Ілі, на півдні Туви (Росія), аридних рівнинах Монголії, у Західному Китаю.

## Спосіб життя
Полюбляє кам'янисті пустелі, вкриті солончаками, щебеневі пустелі, закріплені та незакріплені піски з рідкісним саксаулом, джузгуном, тамариском, різнолистою тополею, піщаною акацією та полином, ущелини, схили гір, оази, бархани. Трапляється на висотах від 500 до 1800 м н. р. м. 
Перші активні строкаті круглоголовки з'являються з зимівель наприкінці березня і залишаються на поверхні до кінця вересня. Норами цих агам є прямий хід, який поступово заглиблюється і закінчується тупиком на глибині 10—13 см. 
Харчується мурашками, довгоносиками, листогризами, жужелицями. Коли падає дощ, він стоїть з випрямленими задніми лапами, передніми зігнутими й опущеною головою, так що вода, що приземлилася на спину, стікає до рота.
Це яйцекладна ящірка. Самки стають статевозрілими при мінімальній довжині тіла 9 см. Відкладання яєць відбувається у травні й триває до липня. У кладці 1—5 яєць. У сезон дощів вона копає яму у вологій землі глибиною приблизно 5 см (2 дюйми), в яку відкладає до п’яти яєць з білим або рожевим відтінком. Інкубація триває близько тридцяти днів, а молодняк, коли вилуплюється, має довжину близько 5 см. Молоді круглоголовки вилуплюються з яєць у першій декаді липня. Вони демонструють велику різноманітність забарвлень і приймають позицію, схожу на положення дорослих під час дощу.

## Охорона
Phrynocephalus versicolor має широкий ареал і поширений у посушливих місцях проживання. Чисельність населення стабільна, особливих загроз не виявлено, тому Міжнародний союз охорони природи оцінив статус виду як «під найменшою загрозою».

## Систематика
Один із 37 видів роду круглоголовок (Phrynocephalus).
Станом на 2024 рік описано 3 підвиди:
- Phrynocephalus versicolor hispidus;
- Phrynocephalus versicolor siebenrocki;
- Phrynocephalus versicolor versicolor.